# Yoshito Kishi

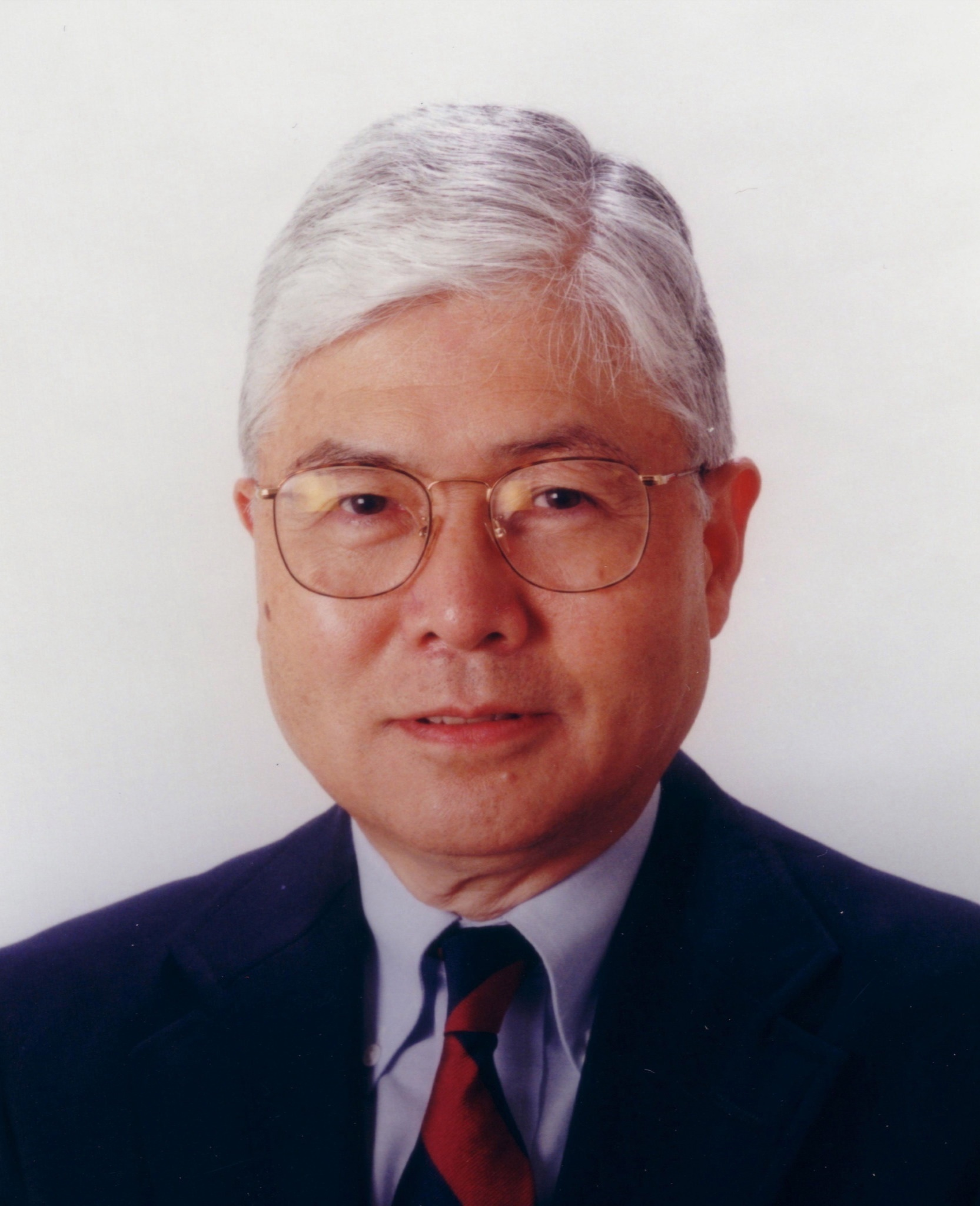
Yoshito Kishi (2002/03)

Yoshito Kishi (* 13. April 1937 in Nagoya, Japan; † 9. Januar 2023) war ein japanischer Chemiker und Morris-Loeb-Professor für Chemie an der Harvard University. Er ist bekannt für seine Arbeiten auf dem Gebiet der organischen Synthese und der Totalsynthese von Naturstoffen.
Kishi studierte Chemie an der Universität Nagoya, an der er auch seinen BS und Ph.D. erwarb, sowie eine Assistenzprofessur innehatte. Es folgte ein Postdoc-Aufenthalt an der Harvard University bei Robert B. Woodward. Im Jahr 1974 wurde er Professor für Chemie an der Harvard University; eine Position, die er bis zu seiner Emeritierung 2009 innehatte. 1985 wurde er in die American Academy of Arts and Sciences aufgenommen.
Die Forschungsinteressen von Kishi waren die Synthese von komplexen Naturstoffen. In seiner Arbeitsgruppe wurden unter anderem Synthesen von Palytoxin, Mycoactonen, Halichondrinen, Saxitoxin und Tetrodotoxin entwickelt.
Besondere Aufmerksamkeit erhielt er für die Synthese von Palytoxin, die aufgrund der Komplexität des Moleküls mit seinen 64 stereogenen Zentren als eine der größten Leistungen in der chemischen Synthese gilt. Kishi entwickelte die von Hitoshi Nozaki und Tamejiro Hiyama eingeführte neue metallorganische Kupplungsreaktion, die Nozaki-Hiyama-Kishi-Reaktion, mit diesen zur Anwendungsreife. Kishi wollte die Reaktion in der Synthese von Palytoxin anwenden, sie war aber unzuverlässig, da sie stark von der Art der verwendeten Chrompräparate abhing. Schließlich konnte Kishi das darauf zurückführen, dass kleine Mengen Nickel notwendig waren (reine Chrompräparate erzielten deshalb schlechte Ergebnisse). 1979 gelang ihm die erste Totalsynthese von Monensin.
1980 erhielt er den American Chemical Society Award for Creative Work in Synthetic Organic Chemistry, 1995 die Prelog-Medaille, 2001 den Tetrahedron-Preis und den Ernest Guenther Award, 2018 den Ryōji-Noyori-Preis.
Kishi starb am 9. Januar 2023 im Alter von 85 Jahren an den Folgen eines Schlaganfalls.